# Roemenië op de Olympische Winterspelen 1998
Tijdens de Olympische Winterspelen van 1998, die in Nagano (Japan) werden gehouden, nam Roemenië voor de zestiende keer deel.

## Deelnemers en resultaten
(m) = mannen, (v) = vrouwen 

### Biatlon
| Olympiër    | Discipline | Resultaat | Prestatie                                   |
| ----------- | ---------- | --------- | ------------------------------------------- |
| Marius Ene  | 10 km (m)  | 64e       | 31.54,8 (+4.38,6) pen.: 2 (0 + 2)           |
| Marius Ene  | 20 km (m)  | 60e       | 1:05.23,9 (+9.07,5) pen.: 5 (1 + 1 + 2 + 1) |
| Eva Tofalvi | 7,5 km (v) | 31e       | 25.10,3 (+2.02,3) pen.: 2 (1 + 1)           |
| Eva Tofalvi | 15 km (v)  | 11e       | 56.48,6 (+1.56,6) pen.: 1 (0 + 0 + 1 + 0)   |

### Bobsleeën
| Olympiër                                                         | Discipline                | Resultaat | Prestatie                                       |
| ---------------------------------------------------------------- | ------------------------- | --------- | ----------------------------------------------- |
| Paul Neagu Gabriel Tătaru                                        | 2-mansbob (m) Roemenië I  | 25e       | 3.43,66 (+6,42) (56,38 / 56,10 / 55,54 / 55,64) |
| Florian Enache Mihai Dumitrașcu                                  | 2-mansbob (m) Roemenië II | 26e       | 3.43,73 (+6,49) (56,03 / 55,86 / 55,97 / 55,87) |
| Florian Enache Marian Chițescu Iulian Păcioianu Mihai Dumitrașcu | 4-mansbob (m) Roemenië I  | 27e       | 2.46,06 (+6,65) (55,01 / 55,37 / 55,68)         |

### Kunstrijden
| Olympiër        | Discipline | Resultaat | Prestatie                               |
| --------------- | ---------- | --------- | --------------------------------------- |
| Cornel Gheorghe | mannen     | 21e       | 31,5 p. (korte kür: 21 - lange kür: 21) |

### Langlaufen
| Olympiër       | Discipline                    | Resultaat | Prestatie                             |
| -------------- | ----------------------------- | --------- | ------------------------------------- |
| Zsolt Antal    | 10 km klassiek (m)            | 69e       | 31.41,0 (+4.16,5)                     |
| Zsolt Antal    | 30 km klassiek (m)            | 45e       | 1:43.56,6 (+10.00,8)                  |
| Zsolt Antal    | 50 km vrije stijl (m)         | dnf       | opgave                                |
| Zsolt Antal    | achtervolging 10 km+15 km (m) | 45e       | +5.42,2 (10 km:31.41 + 15 km:41.02,9) |
| Monica Lăzăruț | 5 km klassiek (v)             | 69e       | 20.49,5 (+3.11,6)                     |
| Monica Lăzăruț | 15 km klassiek (v)            | 56e       | 55.18,2 (+8.22,8)                     |
| Monica Lăzăruț | 30 km vrije stijl (v)         | 34e       | 1:32.41,7 (+10.40,2)                  |
| Monica Lăzăruț | achtervolging 5 km+10 km (v)  | 60e       | +6.58,0 (5 km:20.49 + 10 km:32.15,9)  |

### Rodelen
| Olympiër                         | Discipline | Resultaat | Prestatie                                             |
| -------------------------------- | ---------- | --------- | ----------------------------------------------------- |
| Ion Cristian Stanciu             | mannen     | 26e       | 3.26,523 (+8,087) (51,608 / 51,386 / 51,927 / 51,602) |
| Corina Drăgan                    | vrouwen    | 27e       | 3.32,238 (+8,459) (53,653 / 53,329 / 52,714 / 52,542) |
| Ion Cristian Stanciu Liviu Cepoi | dubbel     | 16e       | 1.45,275 (+4,170) (52,289 / 52,986)                   |

### Schaatsen
| Olympiër          | Discipline | Resultaat | Prestatie        |
| ----------------- | ---------- | --------- | ---------------- |
| Dezideriu Horvath | 1500 m (m) | 44e       | 1.57,35 (+9,48)  |
| Dezideriu Horvath | 5000 m (m) | 30e       | 6.57,08 (+34,88) |
| Mihaela Dascălu   | 1500 m (v) | 34e       | 2.08,77 (+11,19) |
| Mihaela Dascălu   | 3000 m (v) | 24e       | 4.26,65 (+19,36) |

Amerikaanse Maagdeneilanden · Andorra · Argentinië · Armenië · Australië · Azerbeidzjan · België · Bermuda · Bosnië en Herzegovina · Brazilië · Bulgarije · Canada · Chili · China · Chinees Taipei · Cyprus · Denemarken · Duitsland · Estland · Finland · Frankrijk · Georgië · Griekenland · Groot-Brittannië · Hongarije · Ierland · IJsland · India · Iran · Israël · Italië · Jamaica · Japan · Joegoslavië · Kazachstan · Kenia · Kirgizië · Kroatië · Letland · Liechtenstein · Litouwen · Luxemburg · Macedonië · Moldavië · Monaco · Mongolië · Nederland · Nieuw-Zeeland · Noord-Korea · Noorwegen · Oekraïne · Oezbekistan · Oostenrijk · Polen · Portugal · Puerto Rico · Roemenië · Rusland · Slovenië · Slowakije · Spanje · Trinidad en Tobago · Tsjechië · Turkije · Uruguay · Venezuela · Verenigde Staten · Wit-Rusland · Zuid-Afrika · Zuid-Korea · Zweden · Zwitserland